# Околиця (фільм, 1998)
Околиця — резонансний дебют сценариста Петра Луцика (1998), який викликав гострі суперечки у російській кінопресі. Сценарій був написаний Луциком у постійному співавторстві з Олексієм Саморядовим, який загинув за кілька років до початку зйомок.

## Околиця (фільм, 1998)
| Жанр             | драма                                     |
| ---------------- | ----------------------------------------- |
| Режисер          | Петро Луцик                               |
| Автор сценарію   | Петро Луцик Олексій Саморядов             |
| У головних ролях | Юрій Дубровін Микола Олялін Олексій Ванін |
| Оператор         | Микола Івасів                             |
| Композитор       | Гавриїл Попов Георгій Свиридов            |
| Кінокомпанія     | Ранок XXI століття Держкіно Росії         |
| Тривалість       | 100 хв                                    |
| Країна           | Росія                                     |
| Мова             | російська мова                            |
| Рік              | 1998                                      |
| IMDb             | ID 0165901                                |

«Окраїна» належить до обойми російських фільмів про народних месників, що вийшли наприкінці 1990-х («Любити по-російськи», «Твір до Дня Перемоги», «Ворошиловський стрілець», «Старі шкапи»). Картина посіла 31 місце в списку 100 головних російських фільмів за версією журналу «Афіша».
Жителі села на півдні Уралу, у яких відібрали землю «нові росіяни», готові повернути її за всяку ціну. Як у російській казці, навіть новоявлений Ілля Муромець залишає піч, щоб побороти «супостата». Збурені праведним гнівом, ошукані селяни не гребують жодними методами, щоб вивести на чисту воду спочатку голову колгоспу (який, розкаявшись, приєднується до їхнього загону), а потім ще двох «пройдисвітів». Низка подій спрямовує героїв до Москви в офіс нафтового «олігарха»…

## У ролях
| Актор            | Роль                      |
| ---------------- | ------------------------- |
| Юрій Дубровін    | Сафронов Філіп Ілліч      |
| Микола Олялін    | Колька Полуянов           |
| Олексій Ванін    | Перфільєв Василь Іванович |
| Олексій Пушкін   | Панька Морозів            |
| Римма Маркова    | Панькина мати             |
| Віктор Степанов  | господар кабінету         |
| Анатолій Кощєєв  | перший брат Ликова        |
| Віктор Венес     | другий брат Ликова        |
| Олександр Вдовін | Махотін                   |
| Олег Мокшанцев   | Симавин                   |

## Знімальна група
- Сценаристи — Петро Луцик і Олексій Саморядов
- Оператор — Микола Івасів
- Композитори — Гавриїл Попов, Георгій Свиридов
- Аранжувальник — Ігор Кантюков
- Звукооператор — В'ячеслав Ключников
- Художник — Андрій Безсоліцин
- Звукорежисер — Владислав Торохов

У фільмі звучить музика Гавриїла Попова і Георгія Свиридова зі старих радянських фільмів (таких, як «Чапаєв»).

## Кіноцитати
«Околиця» рясніє посиланнями на патетичне радянське кіно: як висловився Л. Аннинский, «не те кіно, яке передає живий шелест реальності», а «кіно, передає шелест іншого кіно». Історія селянської помсти «розказана мовою сталінського кінематографу з його власними архетипами, жорсткою візуальної номенклатурою, насиченою пафосом та ідеологією». Андрій Плахов уточнює, що мова йде не стільки про ідеологію, скільки про «міфологію, колективні марення» як невід'ємну частину будь-якого кіно.

## Художні особливості
- Сергій Анашкін у виданні «Новітня історія вітчизняного кіно» виділяє такі художні особливості фільму Луцика[6]:
- Оповідальна інтонація розповіді і надзвичайна умовність топографії (Москва, як напів-саморобний макет).
- Навмисний анахронізм: сюжет присвячений постперебудовній епосі, проте реквізит відсилає до середини століття, а одяг головних героїв — взагалі до Громадянської війни.
- «Гумор будується на відстороненому смакуванні актів насильства і гіпертрофованих жорстокостей, як у поетиці садистського віршика».
- «Зображення відсилає до „загальних місць“ радянського кінематографу 1930-х — 1960-х рр.»
- Фільм вихваляє вільнолюбство: «анархічний заквас „руської душі“, примат правди-справедливості над змертвілою буквою закону».

## Технічні дані
- Виробництво: Кінокомпанія «РАНОК XXI СТОЛІТТЯ», Держкіно Росії
- Художній фільм чорно-білий.
- Перший показ в ЦДК: 30 жовтня 1998 року
- Перший показ по центральному ТБ: 7 листопада 1999 року

## Участь у конкурсах
- 1999 МКФ «Лістапад» у Мінську (Спеціальний приз газети «Культура» — «Імпульси вічного: вічна тема, вічний сюжет» — Петро Луцик)
- 1999 МКФ в Берліні (Участь у Програмі «Forum» — Петро Луцик)
- 1999 МКФ у Карлових Варах («Приз свободи» — Петро Луцик)
- 1999 МКФ слов'янських і православних народів " Золотий Витязь (Приз за найкращу режисерську роботу — Петро Луцик)
- 1998 МКФ у Чикаго (FIPRESCI — Петро Луцик)
- 1998 ОРКФ Кінотавр у Сочі (Спеціальний приз журі конкурсу «Дебют» — «За зухвалий пошук нових шляхів в кіномистецтві», Почесний диплом Гільдії кінознавців і кінокритиків — Петро Луцик)
- 1998 Премія «Золотий овен» (За найкращий фільм-дебют — Петро Луцик)

## Критика
Фільм розділив критиків на тих, які розцінювали його як явище суто художнє, тонкий стьоб, і на тих, хто сприйняв його як серйозний «заклик до сокири» або, як висловився рецензент однієї ліберальної газети «натуральний кінематографічний теракт»[4]. Витоки сюжету шукали у Андрія Платонова («Чевенгур») і Джона Форда («Искатели»), велика кількість карикатурного насильства порівнювали з Тарантіно, знаходили схожість кіномови з «Мерцем» Джима Джармуша. У той же час лунали заклики зняти стрічку з прокату як провокацію. Проте вже через рік виявилося, що «фільм, що загрожував трохи не підпалити країну, пройшов тихо і, здається, відвалив на околиці кіноісторії».

## Думки та відгуки
Лев Аннинский: «А нафта вам не потрібна, панове шукачі мужичьей правди? Ну, так пашіте сошкою, як Микула Селянинович. Адже в фіналі, коли, підпаливши Москви, наші правдолюбці повертаються додому і, радіючи, орють землю рідну — що ж це вони на трактори сідають? Бензин у них звідки?..»
Олена Грачова: «У фільмі персонажі живуть за законами фольклорного епосу <…> звідси симбіоз людей та землі, на якій вони народилися і утрата якої рівносильна смерті».
Зара Абдуллаєва: «Луцик стилізував стереотипи узагальненої історичної образності… кіногенічних традиціях самої цієї образності, яка у Луцика не вичерпується ні законами соцреалізму, ні соцарту. Лубочний монументалізм і епічна жорстокість „Окраїни“ нівелюються гротесковою абсурдністю».
Ігор Манцов: «„Окраїна“ — якийсь метафізичний топос, позначення тієї психологічної реальності, яка в суспільстві споживання витіснена на периферію свідомості, проте не стає від цього менш реальною, жорсткою і проблематичною». «Коли прийде час збирати каміння і підбивати підсумки, виявиться, що „Окраїна“ — маргінальна стрічка про маргіналів — щасливо уникла фальші і лукавства, самовдоволеної дурості і необґрунтованих претензій, багато в чому притаманних „нашого нового кіно“. Нагадала, що кіно — висловлювання за допомогою візуальних образів, а не лікнеп по псевдофілософії, не акторський капусняк, пристрій не переливання з пустого (маестро-кінорежисер) в порожнє (невимогливий споживач). Петро Луцик виявився надто уважний до підземного гулу часу.»

## Цитати з фільму
«Людина як тварина, як особина втомився від тисячолітньої життя. Ослаб і изнежился. І працювати, і воювати йому не в радість». «Я його зубами гризти буду».